# Дени Бонештај
Дени Бонештај (Подгорица, 22. јун 1988) црногорско-српски је поп-фолк певач. Најпознатији је по песми Црно мече.

## Детињство и младост
Рођен је 22. јуна 1988. године у Подгорици.
Завршио је нижу и средњу музичку школу „Васа Павић”.

## Музичка каријера
Љубав према музици потиче му из породице. Музиком се бави од седме године; био је члан хора „Звездице”.
Музичке почетке имао је наступајући по кафанама. Прва песма му је био сопствени хит Иди (2007). После овога, исте године, снимио је песме До пакла возни ред и мега-хит Црно мече. Године 2009. са Сандром Африком снимио је дует Погледај ме, а након тога и Воли ме ил’ не воли, Идемо одавде, Маске, Стријелац, Волим те на квадрат и Кафано. Песму Европа представио је у емисији ТВ Гранд 14. маја 2015. године. Године 2017. објавио је песму Кад сузе проговоре и Нађу ме. Песму 9 дана објавио је на Јутјуб 8. јуна 2018. године, а отпевао је у ТВ Гранду три дана после.
Узео је учешће на многобројним музичким фестивалима: Монтефолк хит године (2008), Најпопуларнији пјевач (2010), Оскар популарности (2010), Фолк хит (2010, 2012, 2013).
Има више признања од познатих музичара.

## Приватни живот
С партнерком Луцијом Шалов — с којом више не живи — добио је 2010. године ванбрачну ћерку. Касније се оженио са Инес Васиљевић с којом има сина Насера (2016); име је добио по Денијевом оцу.
Године 2011. провео је три месеца у притвору у Немачкој, због сумње за убиство; наиме, у дискотеци се потукао због девојке, а дан касније момак с којим се тукао пронађен је мртав у свом стану; пуштен је када је утврђено да је момак умро због предозирања, након 96 дана.
Учествовао је у ријалити-шоуу Двор 2011. године.

## Дискографија

### Синглови
- Иди (из мог живота) (2007)
- До пакла возни ред (2007)
- Црно мече (2007)
- Морфијум (2009)
- Погледај ме (са Сандром Африком; 2009)
- Воли ме ил’ не воли (2009)
- Идемо одавде (2011)
- Маске (2011)
- Стријелац (2011)
- Волим те на квадрат (2012)
- Кафано (2014)
- Европа (2015)
- Кад сузе проговоре (2017)
- Нађу ме (2017)
- 9 дана (2018)
- Главом кроз зид (2021) са Гастозом
- Модрица (2022)